# Álvaro Aceves Catalina
Álvaro Aceves Catalina (nascut el 26 de juliol de 2003) és un futbolista professional castellanolleonès que juga com a porter pel CE Eldenc, cedit pel Reial Valladolid.

## Carrera
Aceves és un producte juvenil del CD Parquesol abans de passar al Reial Valladolid com a benjamí per la Copa Íscar. Va ser ascendit al filial el 2021, i finalment hi va ser titular.
El 15 de juliol de 2022, Aceves va signar un contracte professional amb el club fins al 2025. Va ascendir al conjunt sènior del Valladolid com a tercer porter per a la temporada 2022-23. Va fer el seu debut com a professional amb el Valladolid com a substitut tardà en una derrota per 2-1 a la Lliga davant el Real Betis el febrer de 2023, fent 3 aturades i mantenint la porteria a blanc en el seu cameo.
L'1 de setembre de 2023, Aceves va ser cedit al CE Eldenc de Segona Divisió per a la temporada 2023-24.

## Carrera internacional
Aceves va ser convocat a la selecció espanyola sub-17 el 2020, però no va fer acte de presència, ja que la convocatòria es va interrompre a causa de la pandèmia de la COVID-19. Va ser convocat amb la selecció espanyola sub-19 el gener de 2022.